# Bendejun
Bendejun település Franciaországban, Alpes-Maritimes megyében. Lakosainak száma 961 fő (2022. január 1.). Bendejun Châteauneuf-Villevieille, Coaraze, Contes, Levens és Tourrette-Levens községekkel határos.

## Népesség
A település népességének változása:
| Lakosok száma | 360  | 600  | 763  | 892  | 953  | 958  | 952  | 947  | 940  | 961  |
|               | 1968 | 1982 | 1990 | 2006 | 2013 | 2015 | 2017 | 2019 | 2020 | 2022 |